# Беркиевская
Беркиевская — деревня в Шенкурском районе Архангельской области. Входит в состав муниципального образования «Шеговарское».

## География
Деревня расположена в южной части Архангельской области, в таёжной зоне, в пределах северной части Русской равнины, в 34 километрах на север от города Шенкурска, на правом берегу реки Ледь, притока Ваги. Ближайшие населённые пункты: на юго-западе деревни Гришинская и Фадеевская, на северо-востоке деревня Журавлевская.
Часовой пояс
Беркиевская, как и вся Архангельская область, находится в часовой зоне МСК (московское время). Смещение применяемого времени относительно UTC составляет +3:00.

## Население
| 2002 | 2010 | 2012 |
| ---- | ---- | ---- |
| 24   | ↘14  | ↗16  |

## История
Указана в «Списке населённых мест по сведениям 1859 года» в составе Шенкурского уезда(2-го стана) Архангельской губернии под номером «2369» как «Боркiевская (Беркiевская, Савельева)». Насчитывала 10 дворов, 38 жителей мужского пола и 39 женского.
В «Списке населенных мест Архангельской губернии к 1905 году» деревня Беркiевская (Савельева) насчитывает 15 дворов, 60 мужчин и 62 женщины. В административном отношении деревня входила в состав Предтеченского сельского общества Предтеченской волости.
На 1 мая 1922 года в поселении 28 дворов, 52 мужчины и 68 женщин.